# Pescarzo (Breno)
Pescarzo is een plaats (frazione) in de Italiaanse gemeente Breno.